# Christina Plate

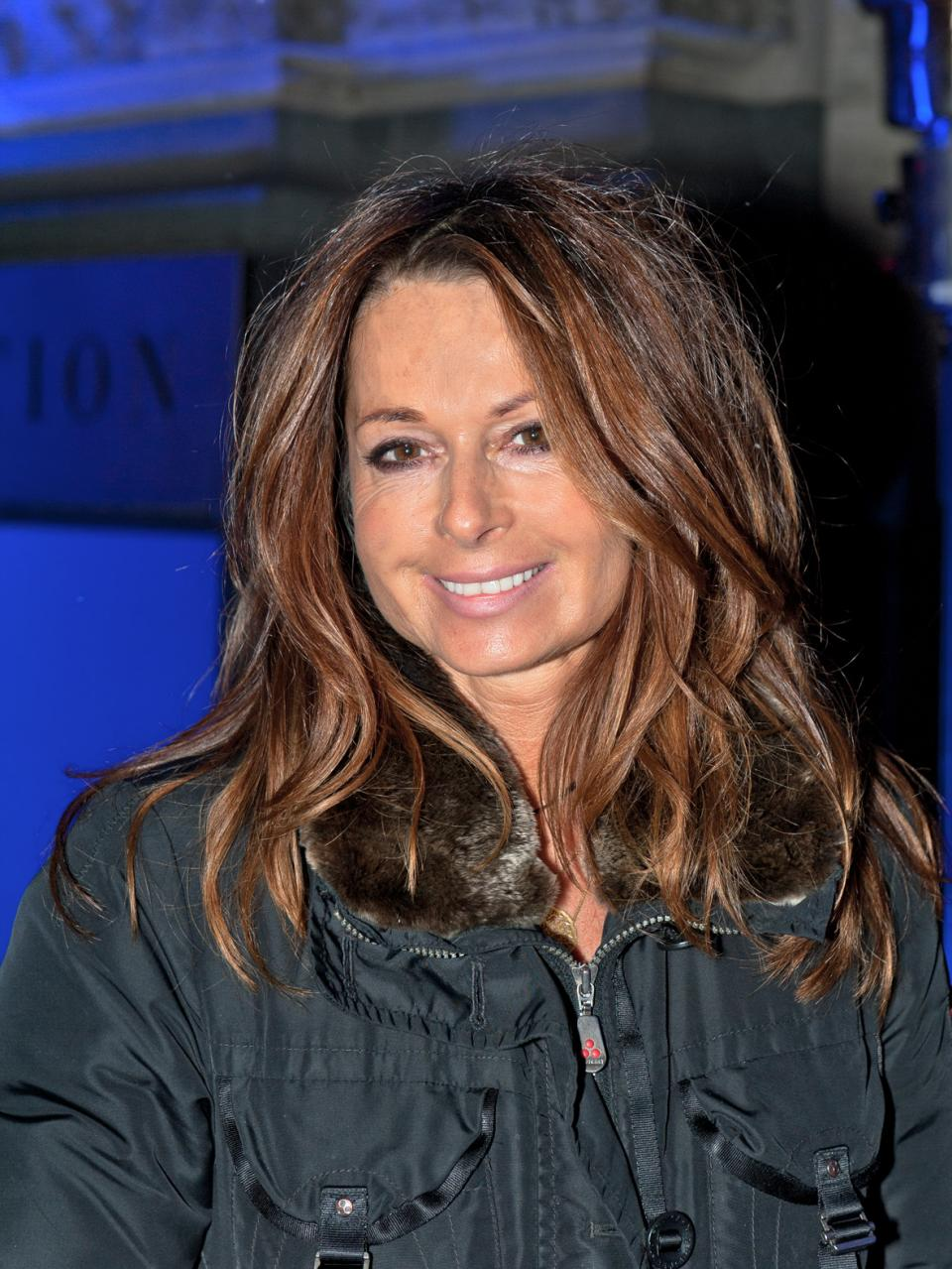
Christina Plate (2012)

Christina Plate (* 21. April 1965 in West-Berlin) ist eine deutsche Schauspielerin.

## Leben und Karriere
Christina Plate begann als Sechsjährige mit Werbeaufnahmen für Kinderbekleidung und trat zusammen mit ihrer Mutter in Werbespots auf. Nach ihrem Bildschirmdebüt als Elfjährige in der ZDF-Fernsehserie Kinder, Kinder spielte sie u. a. an der Seite von Thomas Ohrner in Manni, der Libero und arbeitete als Synchronsprecherin. Nach Abschluss der Schule machte sie zunächst eine Ausbildung zur Gymnastiklehrerin, die sie 1985 mit dem Staatsexamen abschloss.
Ihr Durchbruch als Schauspielerin gelang Plate 1987 in der Fernsehserie Praxis Bülowbogen; 1988 wurde sie mit dem Nachwuchs-Bambi ausgezeichnet. Nachdem sie 1989 am Set zusammengebrochen war, unterzog sie sich einer Therapie gegen Magersucht. Plate war bis zum Jahr 2016 in über 70 Film-und-Fernsehproduktionen zu sehen. 2004 übernahm sie die weibliche Hauptrolle in der ARD-Serie Familie Dr. Kleist. 2004 nahm sie ein Angebot des Playboy für ein Fotoshooting mit Titelbild in der Juliausgabe des Magazins an. Im Januar 2011 gab Plate bekannt, dass sie ihre Schauspielkarriere erst einmal einschränken wolle, und erklärte auch ihr Ausscheiden aus der Arztserie Familie Dr. Kleist. Von 2015 bis 2016 spielte sie die Rolle der Hauptkommissarin Nina Jacobs in der ZDF-Serie SOKO Köln. Ebenso nahm sie im Januar 2023 bei Wer weiß denn sowas? teil.

### Privates
Ihr Bruder ist der Synchronsprecher Sven Plate.
Sie war ab 1992 mit dem Kameramann Jörg Slotty verheiratet, von dem sie sich 1999 trennte.
Plate begann eine Beziehung mit dem Kostümbildner Klaus Bergmann, dem Vater ihrer Tochter (* 2000). Im August 2006 trennte sie sich von Bergmann.
Seit Oktober 2007 ist sie mit dem Moderator Oliver Geissen liiert, den sie im Sommer 2007 kennenlernte. Seit September 2009 sind Plate und Geissen verheiratet. Das Paar hat einen Sohn (* 2008) und wohnt in Pöseldorf in Hamburg-Rotherbaum.

## Filmografie (Auswahl)
- 1976: Kinder, Kinder (Fernsehserie)
- 1980: Asphaltnacht
- 1982: Manni, der Libero (Fernsehserie, 11 Folgen)
- 1984–1985: Eine Klasse für sich (Fernsehserie, 25 Folgen)
- 1985: Mord im Spiel
- 1986: Der Fahnder (Fernsehserie, Folge: Kettenreaktion)
- 1986: Urlaub auf italienisch (Fernsehserie)
- 1986: Der Junge mit dem Jeep
- 1986–1987: Losberg (Fernsehserie)
- 1987–1994: Praxis Bülowbogen (Fernsehserie, 18 Folgen)
- 1988: Polizeiinspektion 1 (Fernsehserie, Folge: Überstunden)
- 1988: Ein Fall für Zwei (Fernsehserie, Folge 57: Wer Gewalt sät...)
- 1988: Die Schwarzwaldklinik (Fernsehserie, 3 Folgen)
- 1988: Die Senkrechtstarter
- 1988: Atlantis darf nicht untergehen (Fernsehserie)
- 1989: Molle mit Korn (Fernsehserie, 5 Folgen)
- 1989: Ein Heim für Tiere (Fernsehserie, Folge: Wie Hund und Katz')
- 1990: Ich will leben
- 1990: Projekt Aphrodite
- 1990–1993: Vera und Babs (Fernsehserie, 26 Folgen)
- 1991: Tatort: Finale am Rothenbaum (Fernsehreihe)
- 1992: Tatort: Bienzle und der Biedermann
- 1993: Glückliche Reise – Ibiza (Fernsehreihe)
- 1994–1995: Derrick (Fernsehserie, 2 Folgen, verschiedene Rollen)
- 1995: Ein unvergeßliches Wochenende – Auf Mallorca (Fernsehserie)
- 1995: Dr. Stefan Frank – Der Arzt, dem die Frauen vertrauen (Fernsehserie, Folge: Ihr Glück begann mit einer Lüge)
- 1995: Die Kommissarin (Fernsehserie, Folge: Der Tod des Meisterschülers)
- 1995: Zoff und Zärtlichkeit (Fernsehserie, 13 Folgen)
- 1996: Florida Lady (Fernsehserie, 10 Folgen)
- 1996: Tatort: Schneefieber
- 1996: Ein Bayer auf Rügen (Fernsehserie, 2 Folgen)
- 1996: Fröhlich geschieden
- 1997: Ein Mord für Quandt (Fernsehserie, Folge: Geld ist geil)
- 1997: Die Superbullen
- 1997: Frauenarzt Dr. Markus Merthin (Fernsehserie, 2 Folgen)
- 1998: Das Traumschiff – Galapagos/Jamaika (Fernsehreihe)
- 1998: Tödliche Diamanten
- 1999: Das Traumschiff – Tahiti
- 1999: Unser Charly (Fernsehserie, 1 Folge)
- 1999: Großstadtrevier (Fernsehserie, Folge: Racheengel)
- 2000: Für alle Fälle Stefanie (Fernsehserie, 3 Folgen)
- 2001: Liebe unter weißen Segeln
- 2001: Das Traumschiff – Las Vegas
- 2002: Ein Sack voll Geld
- 2002–2004: Der Alte (Fernsehserie, 4 Folgen, verschiedene Rollen)
- 2002: Tierärztin Dr. Mertens (Fernsehfilm)
- 2002: Schlosshotel Orth (Fernsehserie, 1 Folge)
- 2002–2003: Der kleine Mönch (Fernsehserie, 11 Folgen)
- 2003: Alphateam – Die Lebensretter im OP (Fernsehserie, 1 Folge)
- 2003: Der Fürst und das Mädchen (Fernsehserie, 9 Folgen)
- 2004: Siska (Fernsehserie, 1 Folge)
- 2004: Die Pfefferkörner (Fernsehserie, 1 Folge)
- 2004–2011: Familie Dr. Kleist (Fernsehserie, 52 Folgen)
- 2005: Abschnitt 40 (Fernsehserie, 1 Folge)
- 2005: Eine Mutter für Anna
- 2006: Und ich liebe dich doch!
- 2006: Das Traumschiff – Singapur/Bali
- 2006: Das Traumhotel – Afrika (Fernsehreihe)
- 2007: Einmal Dieb, immer Dieb
- 2008: Hindernisse des Herzens
- 2009: Kommissar Stolberg (Fernsehserie, Folge: Geld oder Liebe)
- 2010: Die Hüttenwirtin
- 2011: Liebe ohne Minze
- 2011: Das Traumhotel – Tobago
- 2012: Aus Liebe zu dir
- 2012: Afrika ruft nach Dir
- 2015: In aller Freundschaft (Fernsehserie, Folge: Zwei Leben)
- 2015: Küstenwache (Fernsehserie, Folge: Das Ultimatum)
- 2015–2016: SOKO Köln (Fernsehserie, 24 Folgen)